# Bluestone Store

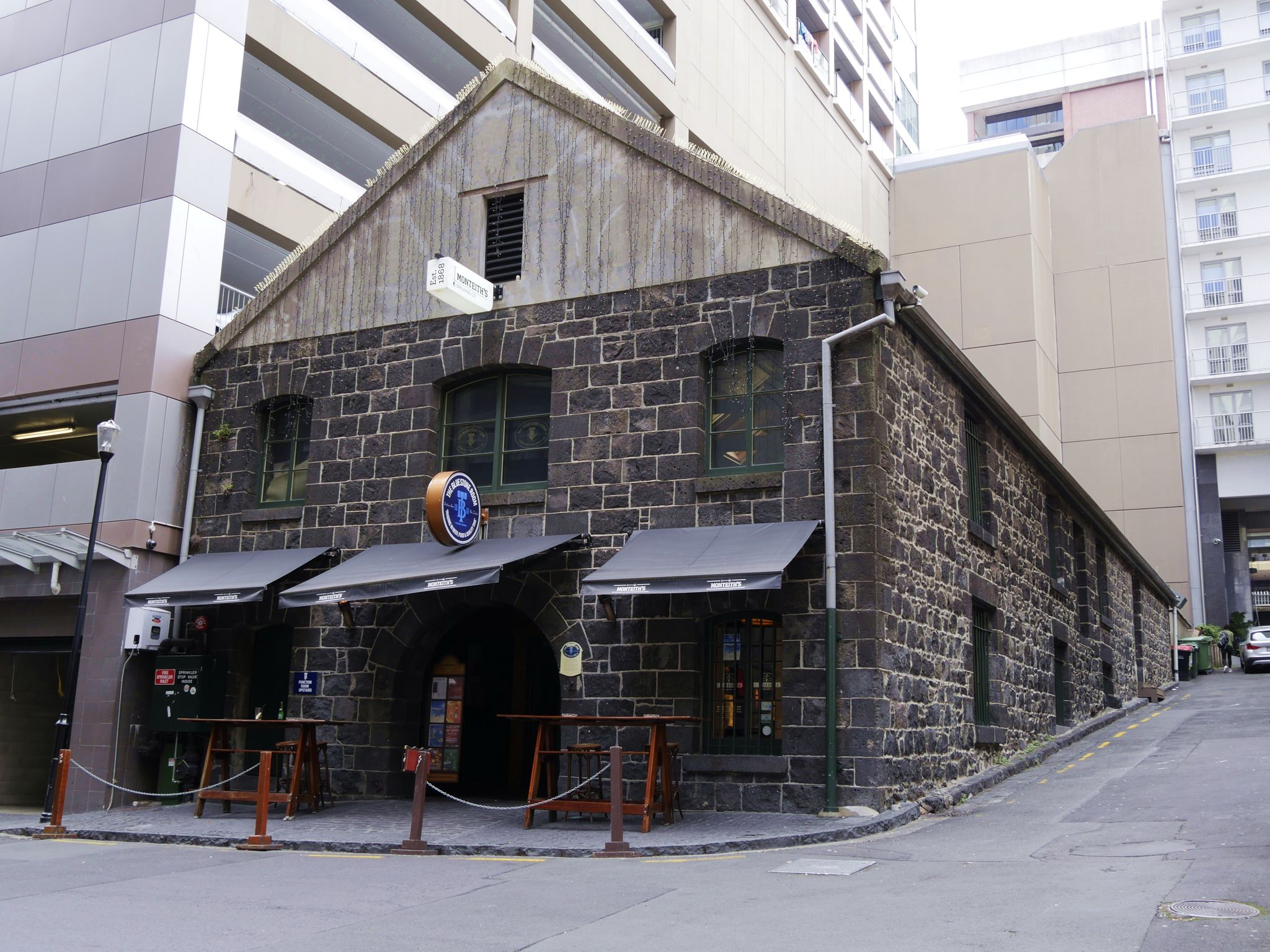
Bluestone Store, 1861 erbaut

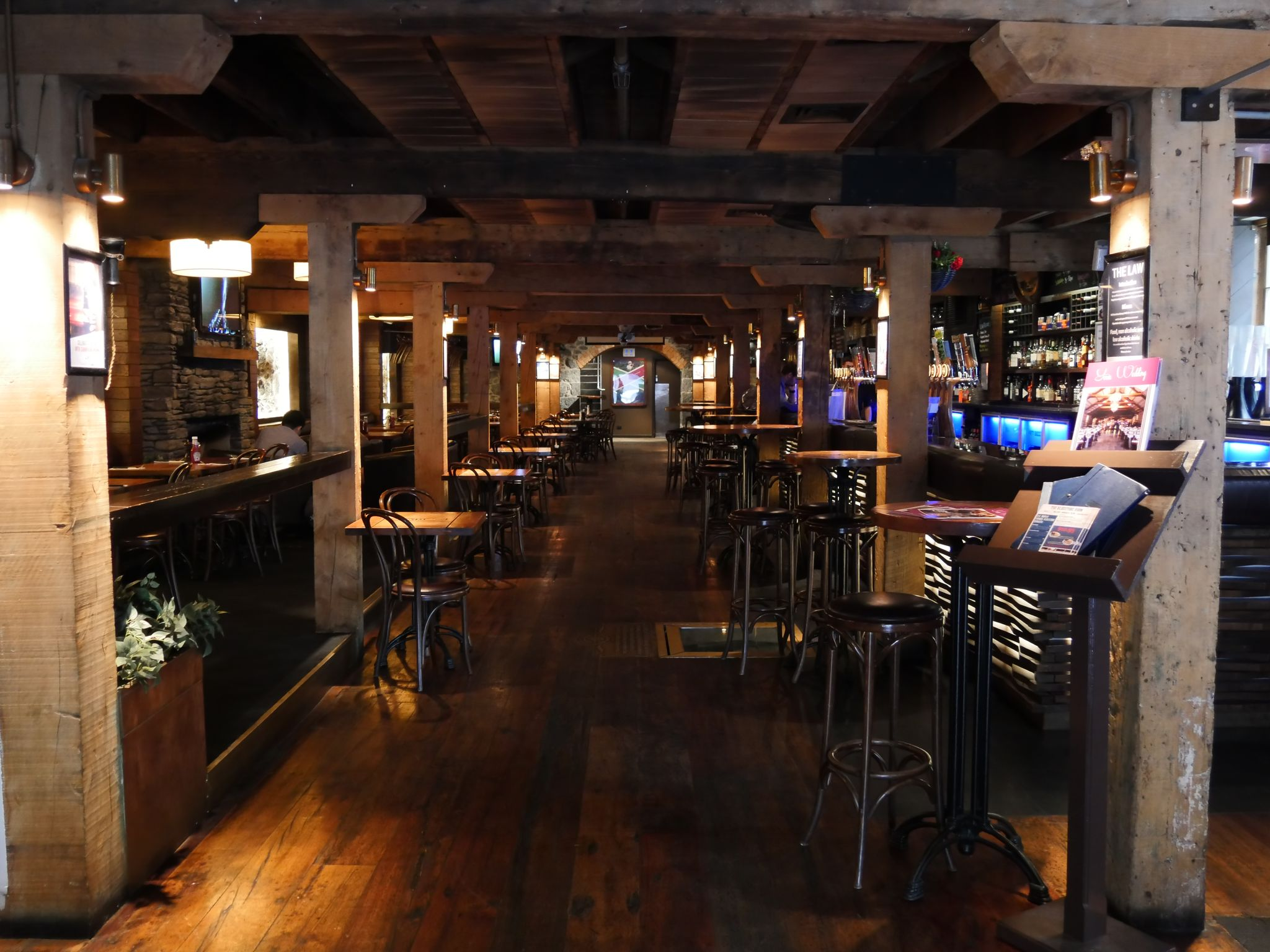
Bluestone Store, Innenansicht

Der Bluestone Store ist ein 1861 errichtetes Speichergebäude in der Innenstadt von Auckland in Neuseeland, das heute als Bar und Restaurant genutzt wird. Das Gebäude wurde am 2. Juli 1987 vom New Zealand Historic Places Trust (NZHPT) unter der Registriernummer 2647 in die Liste der Historic Place Category 1 (Liste der schutzwürdigen Gebäude und Plätze) aufgenommen. Es ist das älteste noch erhaltene Steingebäude Aucklands.

## Geographie
Das Gebäude befindet sich in der Durham Lane, zwischen der Queens Street und der Albert Street im Stadtzentrum von Auckland gelegen. Da das Gebäude von hohen Apartmenttürmen, Parkhäusern und Hotels umsäumt ist und in einer Sackgasse liegt, ist es ohne Ortskenntnisse nicht leicht zu finden.

## Das Gebäude
Der Bluestone Store ist ein einfaches aus dem blauen Basaltstein des Mount Wellington errichtetes zweistöckiges Gebäude, das rechteckig mit seiner Längsseite in einen leicht ansteigenden Hang gebaut wurde. Damit erreicht das obere Stockwerk zum Ende des Gebäudes hin Anschluss zum Erdboden. Die Frontseite des Gebäudes ist symmetrisch ausgeführt, mit einem in der Mitte liegenden Torbogen. Die Fußböden und die innere Konstruktion des Gebäudes besteht aus Holz. Innerhalb des Gebäudes befindet sich auf dem Fußboden eine Gedenktafel, die darauf hinweist, das an dieser Stelle Aucklands erste Quelle zur Entnahme von Trinkwasser bestand.

## Geschichte
An dem Ort, wo der Bluestone Store heute steht, befand sich möglicherweise zuvor ein aus Holz errichtetes Haus. Das Grundstück wurde im Jahr 1842 von der britischen Krone an einen europäischen Siedler verkauft. 1861 wurde dann schließlich das Steingebäude von der Firma Levy & Goldwater, deren Besitzer die Lagerverwalter Bernhard Levy und Nathan Goldwater waren, als Lager erbaut. Architekt war der in Leicestershire, England geborene Reader Gilson Wood, der ab 1849 auch als Architekt der Kolonialregierung tätig war.
1865 vermietete Levy & Goldwater das Gebäude an die Auktionatoren Charles Emmison Knapp und Morton Jones. 1878 erwarb der Konditor Edward Waters das Gebäude, gefolgt von dem Getreidehändler Jakins & Wilcox. 1882 übernahm die New Zealand Insurance Company die Besitzrechte und vier Jahre später bis 1919 J. Craig, einem Händler aus Auckland Brown's Mill nutzte in dieser Zeit das angemietete Gebäude möglicherweise für die Lagerung von Kohle, das das Unternehmen zum Betrieb seiner Mühle benötigte. Der Warenhausbesitzer John Court war ein weiterer Besitzer des Gebäudes, das 1936 an die Kiwi Polish (NZ), die das Haus als Produktions- und Verkaufsstätte nutzte.
L.W. Twist war der neue Besitzer ab 1963, der die oberste Etage als Zollbüro netzte und den unteren Bereich an Top Twenty Promotions vermietete, die dort eine Kaffeebar betrieben. Später wurde der Bluestone Store zum Night Club umgebaut, die in den Jahren unter unterschiedlichen Namen betrieben wurden. Nach einer weiteren Renovierung als Granny's eröffnet, gab das Gebäude verschiedenen Band Möglichkeiten für ihre Auftritte.
1977/78 war das Gebäude ziemlich heruntergekommen und drohte der Abrissbirne, die in der Nachbarschaft schon ältere Gebäude dem Erdboden gleichgemacht hatten, zum Opfer zu fallen. Als die spätere Premierministerin Helen Clark 1987 Minister of Conservation in der Labour-Regierung unter Geoffrey Palmer wurde, war es einer ihrer ersten Maßnahmen für das Gebäude eine Protection Order (Schutzanordnung) zu erlassen, womit das Gebäude vorerst gesichert war. Es dauerte aber noch 16 Jahre, bis das Gebäude auch durch bauliche Maßnahmen geschützte werden konnte.
Anfang 2003 wurde der Renovierungsbedarf bei 445.000 NZ$ gesehen. Im Juni des Jahres übernahm dann der neue Besitzer, die Rheingold Parking Company die Restauration des Gebäudes, einschließlich den Erdbebensicherungsmaßnahmen. Architekt des Vorhabens war seinerzeit Dave Pearson.
Heute ist das Gebäude mehr unter dem Namen der Gaststätte „The Bluestone Room“ bekannt, das als Bar, Pub und Restaurants Insidern eine bekannte Adresse ist.